# 中山綠橋
中山綠橋，位於臺灣臺中市中區中山路與綠川東、西街，係跨越綠川的拱形橋樑，興建於日治時期明治41年（1908年），原稱「新盛橋」，是當年日本政府為慶祝臺灣縱貫鐵路全線通車，在臺中公園舉辦慶祝典禮而修築，目前是台中現存最早的橋。2004年2月20日臺中市政府公告為歷史建築。。

## 歷史沿革
綠川原名「無名溪」、「新盛溪」，而臺中市中山路於日治時期稱為「新盛橋通」，通向東南跨越綠川的橋即命名為新盛橋。新盛橋為日治初期市政建設之代表，即鐵路開通、公園建設及市區改正等市政建設之具體象徵，當時位於綠川町二、三丁目交界，連結綠川町及橘町兩地。台灣戰後時期新盛橋改名為「中山綠橋」至今。

## 構造
中山綠橋採重牆結構與混合構造，寬10公尺，跨22公尺，附有燈柱及欄干，欄干開口有新藝風格鑄鐵間隔。

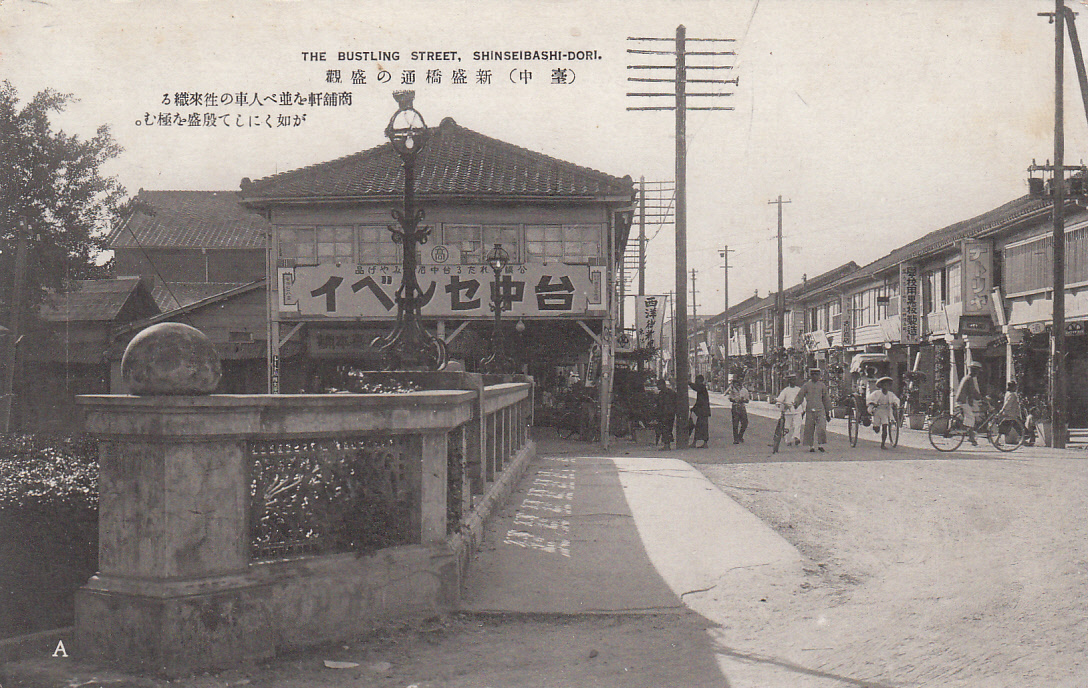
日治時期的新盛橋
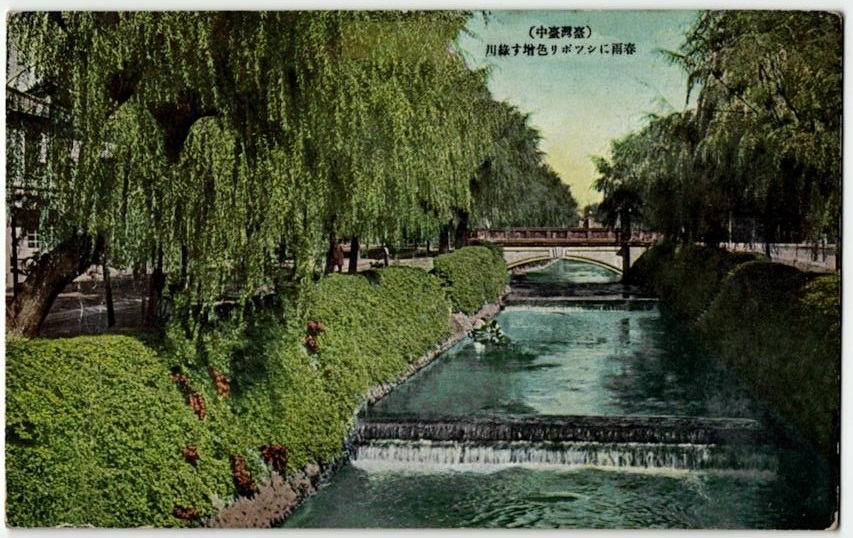
日治時代綠川明信片

## 外部連結
- 文化部文化資產局——中山綠橋(舊稱：新盛橋)（页面存档备份，存于）